# 대후퇴 (러시아)
대후퇴는 1915년 제1차 세계 대전의 동부 전선에서 이루어진 전략적 철수 및 후퇴였다. 러시아 제국 육군은 갈리치아의 돌출부와 폴란드 입헌왕국을 포기했다. 심각하게 장비가 부족한 러시아군은 동맹국의 7월-9월 여름 공세 작전에서 큰 손실을 입었으며, 이는 스탑카가 전선을 단축하고 돌출부에 있는 대규모 러시아군이 포위되는 것을 피하기 위해 철수를 명령하게 만들었다. 철수 자체는 비교적 잘 수행되었지만, 러시아군의 사기에 심각한 타격을 입혔다.

## 배경
독일이 고를리체-타르누프 공세에서 성공한 후, 한스 폰 젝트는 아우구스트 폰 마켄젠의 제11군이 비스와강과 부크강으로 측면을 보호하며 브레스트-리토프스크를 향해 북쪽으로 진격해야 한다고 제안했다. 마켄젠과 대장군참모 총장 에리히 폰 팔켄하인은 폴란드의 러시아 돌출부를 공격하여 결정적인 전투를 강제하는 이 전략을 지지했다. 파울 폰 힌덴부르크와 에리히 루덴도르프가 이끄는 동부상급지휘관은 남동쪽으로 공격하고, 마켄젠은 북쪽으로 방향을 틀고, 오스트리아-헝가리 제2군은 동쪽으로 공격할 예정이었다. 막스 폰 갈비츠가 이끄는 동부상급지휘관 제12군은 바르샤바 북동쪽으로 진격하고, 레오폴트 폰 바이에른 왕자가 이끄는 제9군, 레무스 폰 보이르슈가 이끄는 보이르슈 군단, 파울 푸할로 폰 브를로그가 이끄는 오스트리아-헝가리 제1군은 러시아군을 동쪽으로 비스와강까지 밀어붙였다. 알렉산더 폰 린징겐이 이끄는 부크군과 에두아르트 폰 뵘에르몰리 남작 및 카를 폰 플란처-발틴이 각각 이끄는 오스트리아-헝가리 제2군 및 제7군은 마켄젠의 동부 측면을 보호했다. 마켄젠의 서부 측면에는 오스트리아 대공 요제프 페르디난트가 이끄는 오스트리아-헝가리 제4군이 있었다.

6월 24일, 러시아 차르 니콜라이 2세는 바라나비치에서 고위 지도자들과 회담하여 폴란드 돌출부를 더 이상 방어하지 않기로 합의했다. 새로운 러시아 전선은 리가, 카우나스, 흐로드나, 브레스트-리토프스크, 부크강 상류, 그리고 드네스트르강을 따라 루마니아로 이어질 예정이었다. 미하일 알렉세예프의 북서부 전선의 통제 하에 제3군과 제4군도 배치되었으며, 이 전선은 남쪽에서 북쪽으로 제2군, 제1군, 제12군, 제10군 및 제5군으로 구성되었다. 알렉세예프는 그 후 돌출부에서 서서히 철수할 계획을 세웠다.:274–275
동부상급지휘관의 공격은 7월 13일에 시작될 예정이었고, 마켄젠의 진격은 7월 15일에 이어졌다. 전략적으로 중요한 러시아 철도 중심지인 볼로디미르-볼린스키는 마켄젠의 초기 우선순위였다.:292

## 공세

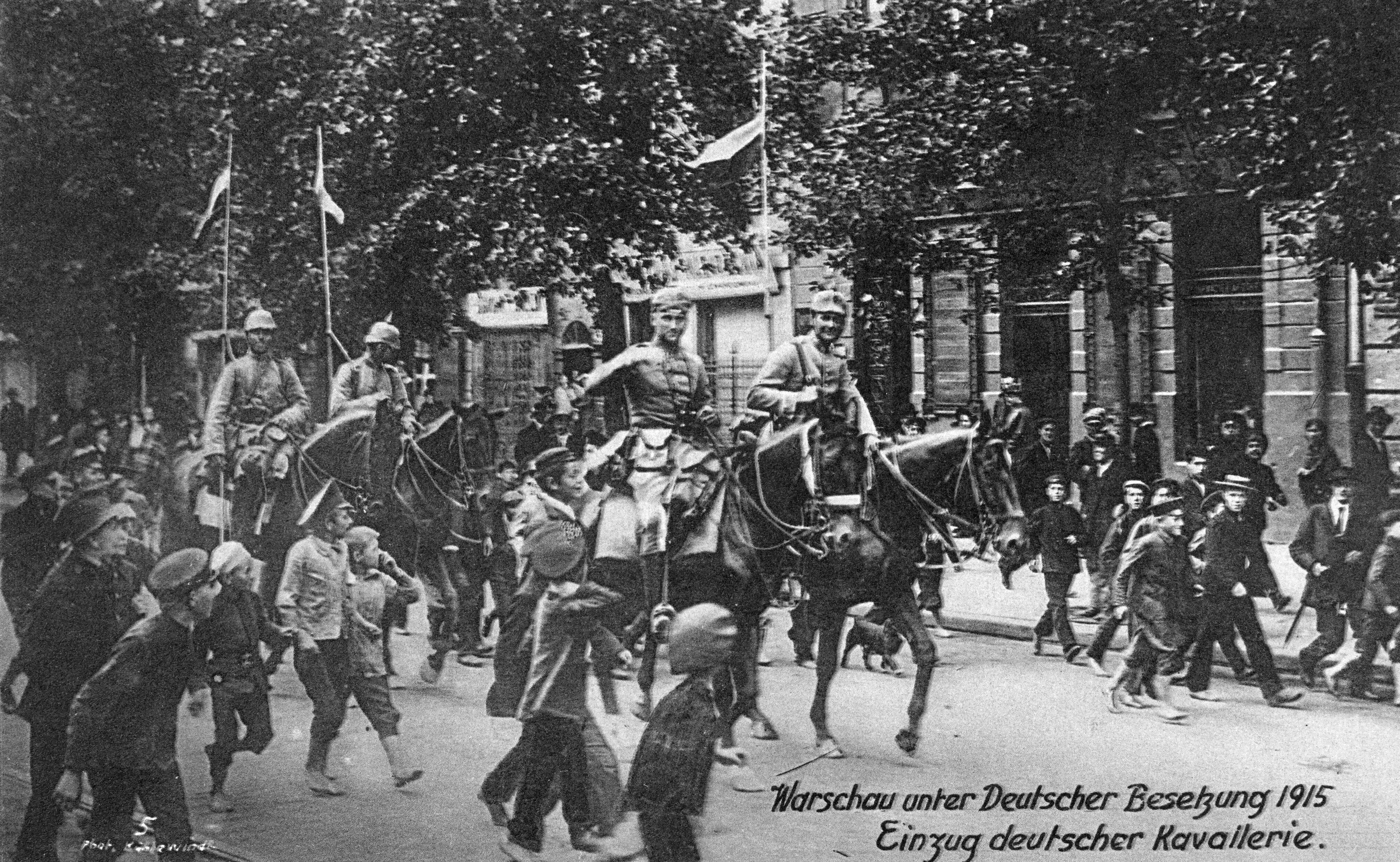
1915년 8월 5일 독일 기병대가 바르샤바에 진입하고 있다.

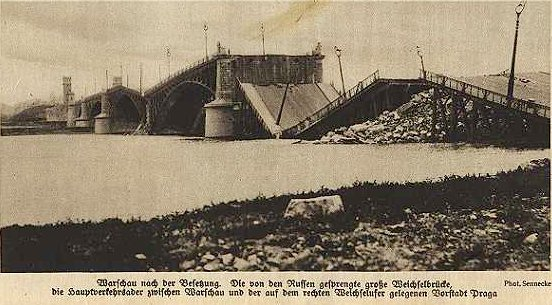
1915년 퇴각하는 러시아군에 의해 폭파된 바르샤바의 포니아토프스키 다리.

전투 첫 이틀 동안, 갈비츠의 제12군은 알렉산더 리트비노프의 제1군을 9 마일 (14 km) 밀어내고 7,000명의 포로를 잡았다. 7월 17일까지 갈비츠의 제12군과 프리드리히 폰 숄츠의 제8군은 러시아 제1군과 제12군을 나레프강까지 밀어붙였다. 7월 14일, 보이르슈 군단 남부에서 마켄젠 동부로 재배치된 오스트리아-헝가리 제1군은 소칼을 향해 진격했다. 제1군은 그 후 부크강 건너편에 교두보를 형성할 예정이었는데, 러시아 제8군이 방어하던 이 교두보를 7월 18일까지 확보했고, 볼로디미르-볼린스키를 향해 이동하기 시작했다. 7월 15일, 부크군은 러시아 방어선을 제압하고 러시아군의 퇴각을 강제했다. 7월 16일, 마켄젠의 제11군은 러시아 방어선 제1선을 제압하고 크라스노스타프를 점령했으며, 약 6,000명의 포로를 잡았다. 7월 18일까지 그들은 북쪽으로 19 마일 (31 km) 진격했고, 15,000명의 포로를 잡았다. 7월 17일, 보이르슈 군단은 공격을 시작했고 라돔을 점령했다.:267, 293–296
7월 22일, 오스트리아-헝가리 제4군이 루블린을 향해 진격하자 알렉세예프는 이반고로드로 후퇴하라고 명령했다. 7월 23일, 동부상급지휘관은 푸우투스크의 나레프강을 건너 교두보를 확보할 수 있었다. 이 전투 단계에서 동맹국의 신속한 돌파는 의심스러워졌다. 루덴도르프의 말에 따르면, "러시아군은 분명히 [뒤로] 이동해야 했지만, 탈출했다. 그들은 강력한 병력으로 끊임없이 결단력 있는 반격을 가하여 재편성하고 성공적으로 장기간 저항을 펼쳤다." 막스 호프만은 "러시아군이 실제로 1812년 [사건]을 반복하며 전 전선에서 후퇴하고 있는 것 같다. 그들은 주민들이 대피한 수백 개의 자국 마을에 불을 지르고 있다"고 언급했다.:298–301
러시아군이 후퇴하면서 총참모장 니콜라이 야누슈케비치는 니콜라이 대공의 지지를 받아 국경 지역을 황폐화하고 "적국" 국민을 추방하라는 명령을 내렸다. 러시아 당국은 500,000명의 러시아 유대인과 250,000명의 러시아 독일인을 러시아 내부로 추방했다. 러시아군 지휘부는 러시아 무슬림, 독일인, 폴란드인을 반역자 및 스파이로 간주했으며, 유대인은 정치적으로 신뢰할 수 없는 인물로 여겼다.
7월 29일, 보이르슈는 이반고로드 북쪽 비스와강 건너편에 교두보를 확보하여 러시아군이 그곳의 요새를 포기하게 만들었다. 7월 31일, 마켄젠은 루블린을 점령했고, 8월 1일, 부크군은 켈메를 점령했다. 알렉세예프는 그 후 바르샤바를 포기하라고 명령했고, 8월 5일, 레오폴트 왕자의 제9군은 도시에 진입했다. 8월 17일, 독일 제10군은 카우나스와 그 요새를 점령했다. 노보게오르기옙스크 요새는 8월 10일 독일군에 의해 포위되었고, 한스 하르트비히 폰 베셀러의 공성포는 8월 20일 요새의 항복을 강제했다. 오소비에츠 요새도 결국 러시아군에 의해 포기되었으며, 이어서 독일군의 염소 가스 공격이 뒤따랐다. 코벨은 8월 21일 러시아군에 의해 포기되었고, 스탑카는 바라나비치를 떠나 마힐료우로 이동했다.:303–305, 306–318, 322–324
마켄젠의 제11군과 린징겐의 부크군은 브레스트-리토프스크를 향해 계속 북진하여 8월 26일 요새를 점령했다. 리가-시아울리아이 공세 동안 오토 폰 벨로의 네멘군은 라트비아 남부로 진격했고, 숄츠의 제10군은 빌뉴스를 향해 진격했으며, 빌뉴스는 9월 17일 러시아군에 의해 포기되었다.:320–323

## 여파

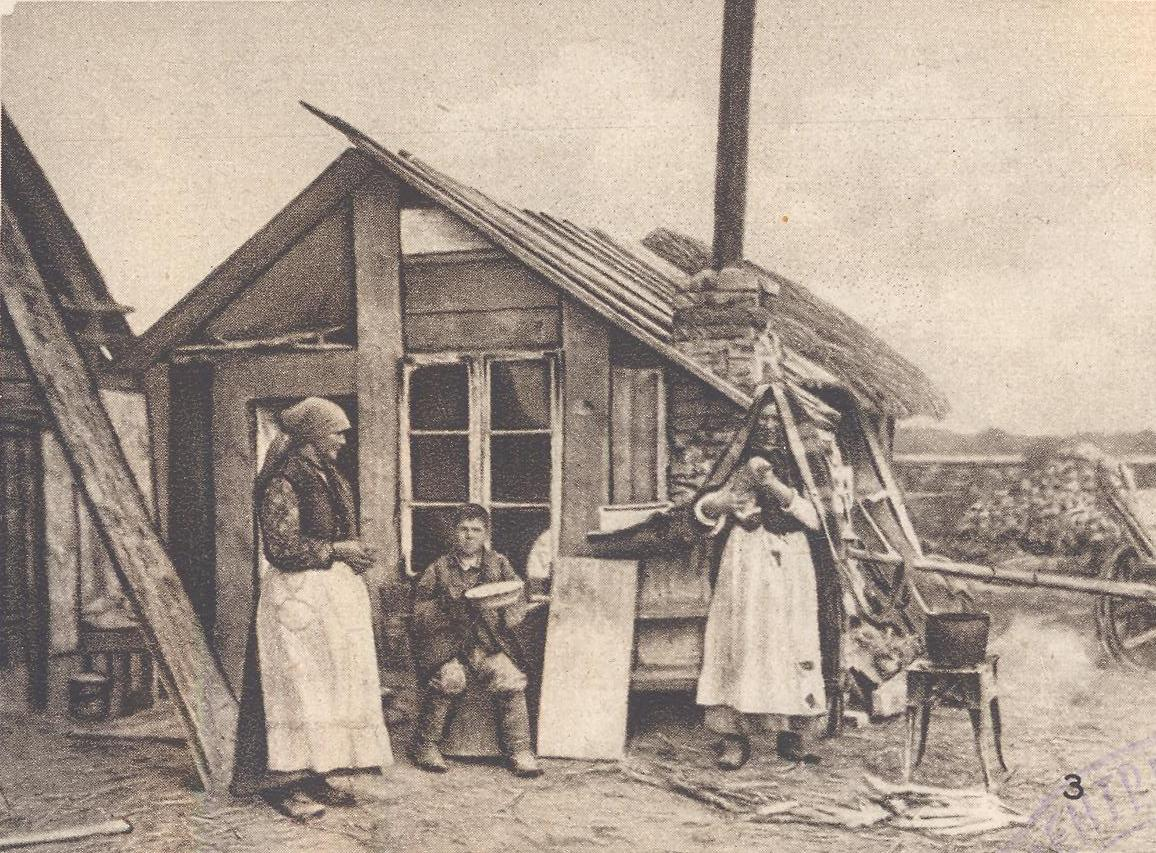
1915년 바르샤바 주변, 파괴된 마을의 농부들이 잔해로 지은 오두막 앞에 서 있다.

프리트 버터에 따르면, "...팔켄하인으로서는 동부 전선에서 달성할 수 있는 모든 것을 달성했다고 보았다. 러시아가 개별 평화에 동의할 리가 없었고, 러시아군의 완전한 파괴는 결코 그의 의도가 아니었다. 그렇게 많은 영토를 얻고 러시아군에게 그렇게 많은 피해를 입혔으므로, 가까운 미래에 동쪽으로부터의 위협은 없을 가능성이 매우 높았다.":305,322
차르는 니콜라이 대공과 니콜라이 야누슈케비치를 해임하고 군의 지휘권을 장악했다.:324–325

## 사상자 및 손실
여름 공세 동안 동맹국 군대는 러시아 제국 육군에게 45일 동안 최대 1,006,000명이라는 매우 큰 사상자를 입혔다. 물론 이는 이전 고를리체 전역의 러시아군 사상자(75일 동안 1,243,400명)보다는 다소 적었지만, 하루 평균 사상자는 16,600명에서 22,300명으로 더 많았다. 이러한 역동성은 무엇보다도 노보게오르기옙스크 요새의 함락과 독일군이 수많은 수비대를 포로로 잡은 것에 영향을 받았다. 동맹국 군대는 5월-6월(535,300명)보다 7월-8월(358,600명)에 더 적은 사상자를 입었지만, 일일 평균 사상자도 증가했다(7,000명에서 거의 8,000명으로). 동시에, 고를리체 전역에서 동맹국의 가장 심각한 사상자는 오스트리아-헝가리군의 사상자(독일군의 2.5배)였던 반면, 전반적인 공세에서는 독일군이 동맹군보다 2배 더 많은 사상자를 냈다. 이러한 역동성은 고를리체 전역에서 이중 군주제 군대의 사상자가 이후의 활동, 즉 부크강 남쪽 전선에 영향을 미쳤다는 결론을 내릴 수 있게 한다. 또한 독일 대장군참모부에게 높은 사상자는 러시아 제국에 대한 추가 공세 작전을 거부하고 방어로 전환하는 요인 중 하나가 되었다.
러시아 측에서는 입은 사상자의 규모가 군사 작전의 추가 계획에 큰 영향을 미쳐 공세 전환뿐만 아니라 자기 진지에서의 장기전도 포기하게 만들었다. 특히 적군이 전리품의 규모를 끊임없이 발표했음에도 불구하고 포로 수가 증가한 것은 더욱 고통스러웠다. 총 7월 중순부터 9월 1일까지 동맹국은 511,679명의 포로(이 중 장군 18명, 장교 2,923명), 기관총 1,076정, 대포 3,205문(이 중 요새 내에 있던 2,941문)을 나포했다고 발표했다. 국제 적십자 위원회에 신고된 포로 수는 실종자 수를 초과하는데, 이는 아마도 8월 말 오스트리아-헝가리군이 볼히니아와 흐로드나 및 빌뉴스 너머의 붐을 공격하기 시작했을 때 잡힌 포로들 때문이거나, 계산 오류 및 카우나스, 이반고로드, 웜자 및 오소비에츠의 후방 부대 및 서비스 요원 중 실종자 저평가 때문일 것이다.
그러나 이 경우 거의 모든 실종자가 포로로 잡히는 경향이 있다. 고를리체 전역과 비교해도 러시아 포로 수가 증가한 것은 주로 노보게오르기옙스크 수비대(약 9만 명)의 항복 때문이었다. 이른바 "자진 항복자"와 포로 가족에 대한 탄압 조치(정부 배급 박탈) 위협, 적군에게 포로가 대량으로 살해되었다는 주장의 "이야기" 유포에도 불구하고 실종자 비율은 여전히 높았고 부상자 수를 넘어섰다. 남서부 전선 참모장(이들의 병력은 7월-8월에 포로로 잡힌 사상자가 훨씬 적었다) 포병 장군 N. 이바노프는 8월 10일 모든 지휘관에게 "러시아 전사에게 수치스러운 현상"에 대해 철저한 조사를 실시하라고 명령했다. "러시아군에서 전례 없는 매우 많은 수의 병사들이 행군 및 전투 중에 실종되었고, 상당수 또는 대부분이 흩어져 탈출하거나 적에게 항복했다." 이바노프는 강조했다: "고위 지휘관들은 우리 군대를 수치스럽게 하는 이러한 현상을 방지하는 데 특별한 주의와 선견지명을 보여야 한다."
객관적인 요인들(전투의 심각성, 장기간 포격으로 참호와 방어 시설이 파괴되어 병사들이 매몰되는 것, 극심한 피로 상태에서의 야간 횡단, 계속되는 후퇴)과 함께, 장교와 부사관의 나약함, 보충병의 훈련 부족이라는 주관적인 요인들도 실종자 수 증가에 영향을 미쳤다. 젊은 병사들의 훈련 수준 저하를 보여주는 명백한 사실은 1915년 7월 17일에 제61보병사단을 보충하기 위해 파견된 제164예비대대 제12중대 사건이었다. 7월 20일, 행군 4일째에 중대는 도주했고, 250명 중 6명만이 목적지에 도착했다.
러시아군의 손가락 부상자 수는 계속 증가하여 지휘관들의 반복적인 비판, 보복 위협, 심지어 자해 행위로 유죄 판결을 받은 사람들에 대한 군사 재판의 사형 선고까지 초래했다. 7월 전투가 시작된 후 제2시베리아군단 참모장은 손가락과 손에 부상을 입은 사람들을 후송하지 말고 법의 심판을 받게 하라고 명령했다. 연대 지휘관들은 그러한 부상을 입은 하사관의 수에 대한 월간 보고서를 제출해야 했다.
동맹국 여름 공세를 격퇴하는 동안 러시아군은 장교 281명과 병사 20,353명을 포로로 잡았고, 기관총 25정을 노획했다. 이 숫자를 고려할 때, 동맹국 측의 사망자 수는 101,064명(독일 측 71,523명, 오스트리아-헝가리 측 29,541명)으로 증가하여 러시아 측의 사망자 수를 초과할 수 있다고 추정할 수 있다. 이러한 심각한 피해는 독일 대장군참모장 E. 폰 팔켄하인의 입장에 분명히 영향을 미쳤고, 그는 즉각적인 공세 중단과 유리한 진지에서의 방어 전환을 주장했다. 그러나 전반적으로 러시아 제국 육군의 사상자는 동맹국보다 거의 3배 높았는데, 이는 주로 포로 수(20:1 이상의 비율) 때문이었다.

## 참고 및 각주

### 내용주
1. ↑  Gorlice–Tarnów offensive뿐만 아니라 동부 전선 전체의 사상자를 포함합니다.

### 참고 자료
- Oleynikov, Alexei (2024).  Великое отступление и стабилизация восточного фронта [대후퇴와 동부 전선의 안정화]. 모스크바: 베체. ISBN 978-5-4484-4482-1.

- Nelipovich, Sergey (2022).  Русский фронт Первой мировой войны. Потери сторон. 1915 [제1차 세계 대전의 러시아 전선. 각측의 손실. 1915년]. ISBN 978-5-91791-447-3.
- Borisyuk, Andrey (2024).  Забытая война. Россия в 1914-1918 [잊혀진 전쟁. 1914-1918년의 러시아] (러시아어). 모스크바: 베체. ISBN 978-5-4484-5078-5.
- Baberowski, Jörg; Doering-Manteuffel, Anselm (2009).  Geyer, Michael; Fitzpatrick, Sheila, 편집. 《전체주의를 넘어: 스탈린주의와 나치즘 비교》. 케임브리지 대학교 출판부. ISBN 978-0-521-89796-9.
- McMeekin, Sean (2017). 《러시아 혁명: 새로운 역사》. 런던: 베이식 북스. ISBN 978-0-46503-990-6.

## 더 읽어보기
- Johnson, Douglas Wilson (1916). 《대러시아 퇴각》. 《지리학 평론》 1 (미국 지리학회). 85–109쪽. Bibcode:1916GeoRv...1...85J. doi:10.2307/207761. JSTOR 207761.
- 노먼 스톤, 동부 전선 1914–17 (런던, 1975) pp. 165–193
- 스탠리 워시번. 패배 속의 승리; 바르샤바의 고통과 러시아군의 퇴각
- 스탠리 워시번. 러시아 전역, 1915년 4월부터 8월까지

## 같이 보기
- 부크-나레프 공세
- 비스와-부크 공세
- 모들린 요새 포위전
- 리가-시아울리아이 공세
- 카우나스 포위전 (1915년)
- 졸로타 리파-드네스트르 전투